# Jan van Rethel
Jan van Rethel (overleden in 1251) was van 1243 tot aan zijn dood graaf van Rethel. Hij behoorde tot het huis Rethel.

## Levensloop
Jan was de tweede zoon van graaf Hugo II van Rethel uit diens huwelijk met Felicitas van Broyes, vrouwe van Beaufort en Ramerupt. Nadat zijn oudere broer Hugo III zonder mannelijke nakomelingen was overleden, werd hij in 1243 graaf van Rethel.
Als graaf stichtte hij een klooster in Louvergny, dat tot de gebieden van Rethel behoorde. Ook nam Jan deel aan de Zevende Kruistocht van koning Lodewijk IX van Frankrijk naar Egypte.
Hij was vanaf 1243 gehuwd met Maria, dochter van Jean van Thourotte. Ze kregen, voor zover bekend, geen kinderen. Na zijn dood in 1251 werd Jan als graaf van Rethel opgevolgd door zijn jongere broer Wouter.